# Peggy Lee

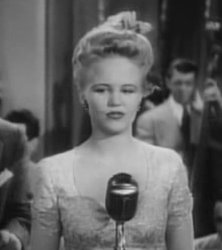
Peggy Lee i filmen Stage Door Canteen (1943)

Peggy Lee, född Norma Deloris Egstrom (några källor uppger Norma Dolores Engstrom) 26 maj 1920 i Jamestown i North Dakota, död 21 januari 2002 i Bel Air i Los Angeles i Kalifornien, var en amerikansk populärmusiksångerska, framförallt inom jazzgenren. Hennes far - och morföräldrar var svenska respektive norska invandrare. Faderns ursprungliga namn var Ekström.
År 1941, då Benny Goodmans orkester stod på toppen av sin popularitet, började hon sjunga och turnera med dem i hela USA under två år. I juli 1942 spelade hon in sin första hit – "Why Don't You Do Right?" – som såldes i mer än 1 miljon exemplar och gjorde henne berömd. Hon var känd för sitt sätt att sjunga – ”soft and cool” – något som hon tillägnade sig i de ofta stökiga nattklubbslokalerna. I mars 1943 gifte hon sig med gitarristen i Goodmans band, Dave Barbour.
År 1944 fick hon ett eget kontrakt med Capitol Records och hon sjöng in en lång rad med hits, ofta med ord och musik av Peggy Lee och Dave Barbour. Hennes mest kända inspelningar är sannolikt cover-inspelningen, där hon också skrev texten,  av "Fever", som ursprungligen gjorts av Little Willie John, och hennes version av paret Jerry Leiber/Mike Stoller-kompositionen "Is That All There Is?". Hennes samarbete med skivbolaget räckte hela trettio år med avbrott när hon gick över till Decca i perioden 1952–1957. Hon experimenterade med latinamerikanska rytmer och gjorde 1960 det uppskattade albumet Latin à la Lee för Capitol.
Hon blev särskilt känd för att hon gjorde sångerna till Walt Disneys Lady och Lufsen, där hon också spelade rollen som showkatten Peggy och sjöng "He's a Tramp".
Peggy Lee gjorde också ett antal filmer däribland den nya versionen 1953 av Al Jolsons Jazzsångaren (ursprungligen från 1927) och filmen från 1955 Pete Kelly’s Blues där hon spelade en alkoholiserad och deprimerad sångerska. För den rollen nominerades hon för Bästa kvinnliga biroll.

## Diskografi (urval)
Låtar på den amerikanska topplistan (Billboard Hot 100)

### Columbia-åren med Benny Goodman
- 1941 – "I Got It Bad (and That Ain’t Good)" (#25)
- 1941 – "Winter Weather" (duett med Art Lund) (#24)
- 1941 – "Blues in the Night" (#20)
- 1941 – "Somebody Else Is Taking My Place" (#1)
- 1942 – "My Little Cousin" (#14)
- 1942 – "We’ll Meet Again" (#16)
- 1942 – "Full Moon" ("Noche de Luna") (#22)
- 1942 – "The Way You Look Tonight" (#21)
- 1943 – "Why Don’t You Do Right?" (#4)

### Första Capitol-perioden
- 1945 – "Waitin’ for the Train to Come In" (#4)
- 1946 – "I’m Glad I Waited for You" (#24)
- 1946 – "I Don’t Know Enough About You" (#7)
- 1946 – "Linger in My Arms a Little Longer, Baby" (#16)
- 1946 – "It’s All Over Now" (#10)
- 1947 – "It’s a Good Day" (#16)
- 1947 – "Everything’s Moving Too Fast" (#21)
- 1947 – "Chi-baba, Chi-baba (My Bambino, Go To Sleep)" (#10)
- 1947 – "Golden Earrings" (#2)
- 1948 – "Mañana (Is Soon Enough For Me)" (#1)
- 1948 – "All Dressed Up with a Broken Heart" (#21)
- 1948 – "Laroo, Laroo, Lili Bolero" (#13)
- 1948 – "Talking to Myself About You" (#23)
- 1948 – "Don’t Smoke in Bed" (#22)
- 1948 – "Caramba! It’s the Samba!" (#13)
- 1948 – "Baby, Don’t Be Mad at Me" (#21)
- 1948 – "Bubble Loo, Bubble Loo" (#23)
- 1949 – "Blum Blum, I Wonder Who I Am" (#27)
- 1949 – "Similau (See-Me-Lo)" (#17)
- 1949 – "Bali Ha’i" (#13)
- 1949 – "Riders in the Sky (a Cowboy Legend)" (#2)
- 1950 – "The Old Master Painter" (duett med Mel Tormé) (#9)
- 1950 – "Show Me the Way to Get Out of This World" (#28)
- 1951 – "(When I Dance with You) I Get Ideas" (#14)

### Decca-perioden
- 1952 – "Be Anything (But Be Mine)" (#21)
- 1952 – "Lover" (#3)
- 1952 – "Watermelon Weather" (duett med Bing Crosby) (#28)
- 1952 – "Just One of Those Things" (#14)
- 1952 – "River, River" (#23)
- 1953 – "Who’s Gonna Pay the Check?" (#22)
- 1953 – "Baubles, Bangles and Beads" (#30)
- 1954 – "Where Can I Go Without You?" (#28)
- 1954 – "Let Me Go, Lover" (#26)
- 1956 – "Mr. Wonderful" (#14)
- 1956 – "Joey, Joey, Joey" (#76)

### Andra Capitol-perioden
- 1958 – "Fever" (#8)
- 1958 – "Light of Love" (#63)
- 1958 – "Sweetheart" (#98)
- 1959 – "Alright, Okay, You Win" (#68)
- 1959 – "My Man" (#81)
- 1959 – "Hallelujah, I Love Him So" (#77)
- 1962 – "I'm a Woman" (#54)
- 1965 – "Pass Me By" (#93)
- 1969 – "Is That All There Is?" (#11)

## Filmer
- Midnight Serenade – 1947
- Jazzsångaren – 1953
- Pete Kelly’s Blues – 1955